# Manuel Antonio González
Manuel Antonio González (Caracas, 2 de enero de 1851-27 de abril de 1880) fue un escultor venezolano, que participó activamente en la modernización de Caracas durante la segunda mitad del siglo XIX. Su obra fue reseñada ampliamente por la prensa de la época. 

## Biografía
Hijo del escultor y ebanista Juan Bautista González y de María Josefa Hernández. Miembros destacados de su familia como su abuelo, su padre y su hermano también se dedicaron a la actividad escultórica. Manuel Antonio González contrajo matrimonio con Gertrudis Cabriles en 1875. De esta unión nació su único hijo Lorenzo González, el 10 de agosto de 1876, quien habría de ser uno de los mejores escultores académicos de Venezuela durante la mitad del siglo XX. Manuel Antonio González no recibió formación académica, pero aprendió los secretos del oficio de la talla de madera, desde muy pequeño en el taller de su padre con quien trabajó entre 1860 y 1868.
Su primer trabajo con apenas 20 años, fueron las pinturas escenográficas para el teatro Apolo, construido en una casa particular, entre las esquinas del Gobernador y el Muerto. Al mismo tiempo, estaba haciendo su primera obra escultórica, Jesús atado a la Columna, obra labrada en madera en sólo tres semanas. Esta fue su primera experiencia como escultor reseña en el periódico La Opinión Nacional (el 1 de diciembre de 1870). En la prensa se alabó la naturalidad y la exactitud lograda por el artista.
En la Primera Exposición Anual de Bellas Artes Venezolanas en el Café del Ávila (Caracas), organizada por el comerciante inglés James Mudie Spence, el 28 de julio de 1872, González participa con tres piezas, La coquetería, El llanto y un busto de madera del General Francisco Mejía. Cuando terminó la exposición el artista le regaló a Spence dos de las piezas: La coquetería y El llanto. Éstas fueron llevadas a Inglaterra, donde fueron expuestas, desapareciendo su rastro.

### Primeros encargos oficiales
Su primer encargo oficial, el 6 de diciembre de 1872, fue firmado entre el artista, su hermano Ramón Antonio y José María Rojas, delegado de la Compañía de Crédito y la Junta de Fomento del Capitolio. El contrato contemplaba la realización de dos relieves alegóricos en tabiques de caoba para los dos salones de sesiones de ambas cámaras en el Palacio Legislativo de Caracas, el cual estaba en construcción. La pieza central de cada tabique representaba a la Diosa de la Libertad, y en el otro la Diosa de la Justicia, y sobre ellas el escudo de armas de la República. Ninguno de estos bajorrelieves ha llegado hasta nuestros días, pues fueron destruidos cuando se hicieron las reformas emprendidas por el arquitecto Antonio Malaussena en 1891. 
La Sociedad Benéfica y Religiosa del Nazareno de la parroquia caraqueña de San Juan, le encarga un Nazareno en el año 1873. Una vez finalizada la obra el escultor la tuvo expuesta durante ocho días en su taller, ubicado en la calle Unión esquina el Cristo, número 65, en la parroquia de Santa Rosalía. El periodista Nicanor Bolet Peraza comentó la lograda expresión del rostro en un breve artículo en la prensa. El 1 de noviembre de 1873 se lleva a cabo la bendición de la imagen y el escultor fue condecorado con una medalla de oro, por la Sociedad Benéfica. En su breve alocución de agradecimiento por la medalla conferida, manifestó que nunca se había premiado la obra de un artesano en Venezuela. En paralelo a esta obra, González trabajaba en un pequeño grupo alegórico tallado en madera que consistía en una estatua ecuestre del presidente de la república Guzmán Blanco coronado por la gloria. La pieza fue expuesta en el salón de la casa de Guzmán Blanco.
Para la inauguración del acueducto de Caracas, González colabora con los hermanos Ramón y Nicanor Bolet Peraza, en la realización de una enorme estatua efímera del presidente Antonio Guzmán Blanco, en madera y yeso, sobre la cima de El Calvario, a la vera del acueducto que estaba a punto de inaugurarse.
González también se dedicó a la realización de medallones en arcilla o en madera. En 1874 elabora un retrato medallón para la esposa del periodista Nicanor Bolet Peraza. Esta pieza, así como un Cristo crucificado, fueron expuestas durante cuatro días en la casa taller del artista. En torno a esta exhibición Nicanor Bolet Peraza comenta la nutrida asistencia que tuvo, razón por la que recomienda la obra del escultor a las personas que deseen un retrato de busto o medallón. Dado el apoyo por parte de Bolet Peraza, el artista publica un anuncio en la prensa ofreciendo sus servicios para tallas de figuras religiosas, bustos y medallones en alto y bajorrelieve en madera, arcilla y yeso, según la preferencia del cliente. Meses después, Bolet Peraza reseña la obra La samaritana exhibida en el salón del fotógrafo Próspero Rey, un bajorrelieve en forma de medallón de un metro y veinte centímetros de alto, que representa a la samaritana en el momento que vuelve con el cántaro lleno de agua de la fuente sobre el hombro.
En 1874 González colabora con el pintor Ramón Bolet Peraza en la realización de una ofrenda destinada a la apoteosis del Libertador, a raíz de la inauguración de su estatua ecuestre en la Plaza Bolívar de Caracas. Se trata de una medalla conmemorativa fundida en bronce, que Antonio Guzmán Blanco entregaría a cada representante de los estados de la República, para que estos a su vez se la dieran al presidente del respectivo estado nacional. El diseño fue obra de Bolet Peraza, representaba una alegoría de la Gran Colombia en actitud triunfadora.

### Inicio de su labor como docente
Manuel González es nombrado director de la escuela de escultura el 5 de febrero de 1875, sustituyendo a Eloy Palacios, que para ese momento no podía hacerse cargo del puesto, pues estaba demasiado ocupado con los encargos hechos por el Presidente Guzmán Blanco. Ese mismo año realiza un Cristo de tamaño natural para la iglesia de Guatire. El aumento de los encargos y los elogios constantes en la prensa, lo llevan a mudarse a una casa taller más grande cerca del Puente Curamichate, calle Sur, número 98.
En 1875 concluye una talla de madera titulada El amor, de más de un metro de alto, que se exhibirá en la cigarrería La Caja de Oro. Esta talla sería vendida en una rifa. Dado el éxito de ventas del sorteo, la imagen fue litografiada sobre 250 cajetillas de cigarros y regalados por la empresa El Cojo a todas las personas que compraron un billete de la rifa. Ese mismo año modela en arcilla una monumental estatua de Santa Teresa para la fachada oeste de la Basílica de Santa Ana y Santa Teresa.
En 1875 participa en los homenajes al presidente Antonio Guzmán Blanco, moldeando una medalla que representaba en el anverso la estatua ecuestre de Guzmán Blanco, y en el reverso el escudo del estado Guárico. El diseño fue obra del pintor Ramón Bolet Peraza. La medalla fundida en oro por joyeros franceses, estaba inserta en un cuadro con el texto del decreto de honores al presidente de la república, por parte del estado Guárico. Pero además el escultor elaboró la ofrenda del gremio artístico que consistió en un medallón alegórico tallado en madera, con las figuras de las bellas artes.
En 1876 se ocupa de moldear en arcilla la estatua de Santa Ana y la Virgen Niña para la fachada occidental de la Basílica de Santa Ana y Santa Teresa. Además, elabora dos ángeles para la fachada principal del templo hechos con cimiento romano que imita el mármol. La prensa comenta la innovación técnica que hace el artista y destaca que el material es un invento suyo. En paralelo realiza un busto en terracota de Nicanor Bolet Peraza.
En agosto de ese mismo año fallece su amigo, el artista Ramón Bolet Peraza, por lo que se ocupa de elaborar la mascarilla mortuoria y un busto para su monumento funerario en el Cementerio General del Sur. En noviembre de 1876 elabora las figuras de La Libertad y La Justicia que aún presiden a modo de cariátides, el peristilo del ingreso principal del Palacio Federal. Ambas piezas son los primeros desnudos escultóricos realizados en Venezuela para un edificio público.
En 1876 posiblemente realiza las esculturas que se hallaban en la fachada del recién inaugurado Templo Masónico de Caracas, hoy desaparecidas, pero reproducidas en El Álbum de Venezuela y Caracas de H. Neumann.
Durante la presidencia de Francisco Linares Alcántara el escultor va a seguir siendo director y único docente de la escuela de escultura, ahora renombrada como Academia de Escultura e integrada al Instituto de Bellas Artes, cuyo director era el general Ramón de la Plaza. Según reseña la prensa para el 1 de septiembre de 1877, la academia tiene 140 alumnos inscritos y 28 de ellos están en el curso de Manuel González. El 5 de julio de 1878 se realizó una exposición en la cual se exhibieron las obras hechas por los alumnos y profesores de la Academia. González exhibe un Nazareno (hoy en la Catedral de Barquisimeto) y un Crucificado (Basílica de Santa Teresa). Al regresar Guzmán Blanco al poder en 1879, González le obsequia un relieve alegórico que representaba la Justicia entregándole al presidente los pergaminos de la ley.
Manuel Antonio González muere de tuberculosis la edad de 29 años, el 27 de abril de 1880. Fue sepultado en el Cementerio General del Sur.

## Premios
Medalla de oro de la Sociedad Benéfica y Religiosa del Nazareno de San Juan, Caracas

## Colecciones
- Basílica de Santa Teresa y Santa Ana, Caracas
- Palacio Federal Legislativo, Caracas
- Catedral de Barquisimeto
- Museo de Anzoátegui, Estado Anzoátegui
- Templo Parroquial de San Juan, Caracas